# Calendrier sataniste
Le calendrier sataniste est (du moins dans la version du satanisme décrite par Anton LaVey, fondateur de l'Église de Satan) articulé autour de trois grandes catégories de fêtes,, bien que certains groupes puissent avoir développé leurs propres conventions.
Les évènements notables pour l'un de ces groupes, la First Satanic Church (en), dirigée par Karla LaVey, fille d'Anton Lavey, sont les anniversaires, les solstices et équinoxes et enfin Halloween et la Nuit de Walpurgis.

## Les anniversaires
Les fêtes d'anniversaires sont décrites par Anton LaVey dans La Bible Satanique comme étant les plus importantes dans le calendrier sataniste. Elles représentent une glorification de l'ego personnel assumée, en opposition avec les fêtes des saints chrétiens, accusées d'être des cultes de l'ego déguisées. Les fêtes d'anniversaire des fêtes ayant un caractère personnel, leur importance doit être nuancée car elles n'ont pas le caractère rassembleur d'autres célébrations.

## Solstices et équinoxes
Les solstices et les équinoxes sont des fêtes qui correspondent à des évènements astronomiques, à savoir la nuit la plus longue de l'année (solstice d'hiver, autour du 21 décembre), la plus courte (solstice d'été, autour du 21 juin) et les occurrences ou la nuit a la même durée que le jour (équinoxe de printemps, autour du 20 mars, et équinoxe d'automne, autour du 21 septembre). Ces dates sont considérées comme « sacrées » dans de nombreuses religions païennes (voir fête païenne). LaVey décrit brièvement leur importance, les citant comme marqueurs du premier jour de chaque saison, sans développer les raisons de leur importance comme il le fait pour Walpurgisnacht et Halloween.
Leur portée symbolique n'est donc pas établie.

## Halloween et nuit de Walpurgis
Halloween (nuit du 31 octobre au 1er novembre) est important aux yeux des satanistes ; LaVey lui donne des origines druidiques et affirme qu'en Grande-Bretagne, cette nuit donnait lieu à des rituels magiques (notamment des rituels à caractère sensuel) et qu'elle confère une puissance exceptionnelle aux esprits malins, sorcières ou démons.
La nuit de Walpurgis (nuit du 30 avril au 1er mai) ou Roodmasday correspond traditionnellement à un Sabbat fêté dans de nombreuses traditions néo-païennes. Cette fête ayant été déclarée « hérétique » par l'Église[Laquelle ?], il s'agit d'un symbole fort du satanisme, de par son caractère anti-catholique et son lien à la sorcellerie.